# Guillaume Le Bé
Guillaume Le Bé (* 1525 in Troyes; † 1598 in Paris) war ein französischer Stempelschneider, Schriftentwerfer, Schriftgießer und Verleger der Renaissance. Im heutigen Frankreich wird er zur Abgrenzung von seinem Namensvetter Guillaume II Le Bé als Guillaume I Le Bé bezeichnet.

## Leben
Le Bé wurde in Troyes geboren und lernte beim Buchdrucker Robert Estienne. 1545 ging er nach Venedig, wo er in verschiedenen Druckereien arbeitete. Le Bé entwarf zwar auch griechische und lateinische Lettern, doch am berühmtesten wurde er durch seine hebräischen Typen, mit denen er wunderbare Schriften im Stil alter Manuskripte schuf. Als sein Arbeitgeber und Freund Claude Garamond 1561 starb, erstand er von dessen Witwe einen Teil der Ausstattung von Garamonds Stempelschneiderei. Le Bé verbrachte das Ende seines Lebens wieder in Frankreich (Paris). Seine Schriften gelangten später in den Besitz der Gießerei von Pierre Simon Fournier.

## Guillemets
Obwohl die „Guillemets“ genannten Anführungszeichen bereits 1527 zur Zitatmarkierung verwendet wurden, findet sich die französische Bezeichnung erst 1677 in den Considérations en faveur de la langue françoise (Erwägungen zugunsten der französischen Sprache) von Marolles. Sie geht auf den Namensvetter Guillaume II Le Bé zurück, dem die  (vermeintlich 1622 erfolgte) Einführung der Zitatmarkierung fälschlicherweise zugeschrieben wurde. Guillemet ist eine Verkleinerungsform für den Namen Guillaume (dt.: Wilhelm).
| Personendaten    | Personendaten                                                                     |
| ---------------- | --------------------------------------------------------------------------------- |
| NAME             | Le Bé, Guillaume                                                                  |
| KURZBESCHREIBUNG | Stempelschneider, Schriftentwerfer, Schriftgießer und Verleger in der Renaissance |
| GEBURTSDATUM     | 1525                                                                              |
| GEBURTSORT       | Troyes                                                                            |
| STERBEDATUM      | 1598                                                                              |
| STERBEORT        | Paris                                                                             |